# Эспандер

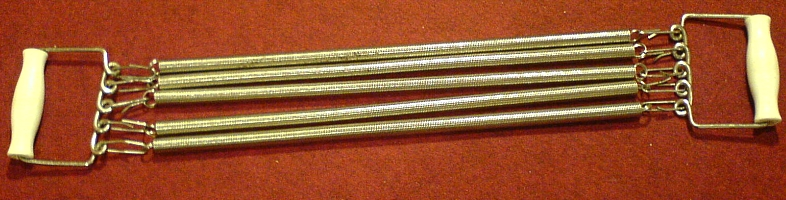
Классический эспандер позволяющий выполнять широкий спектр физических упражнений

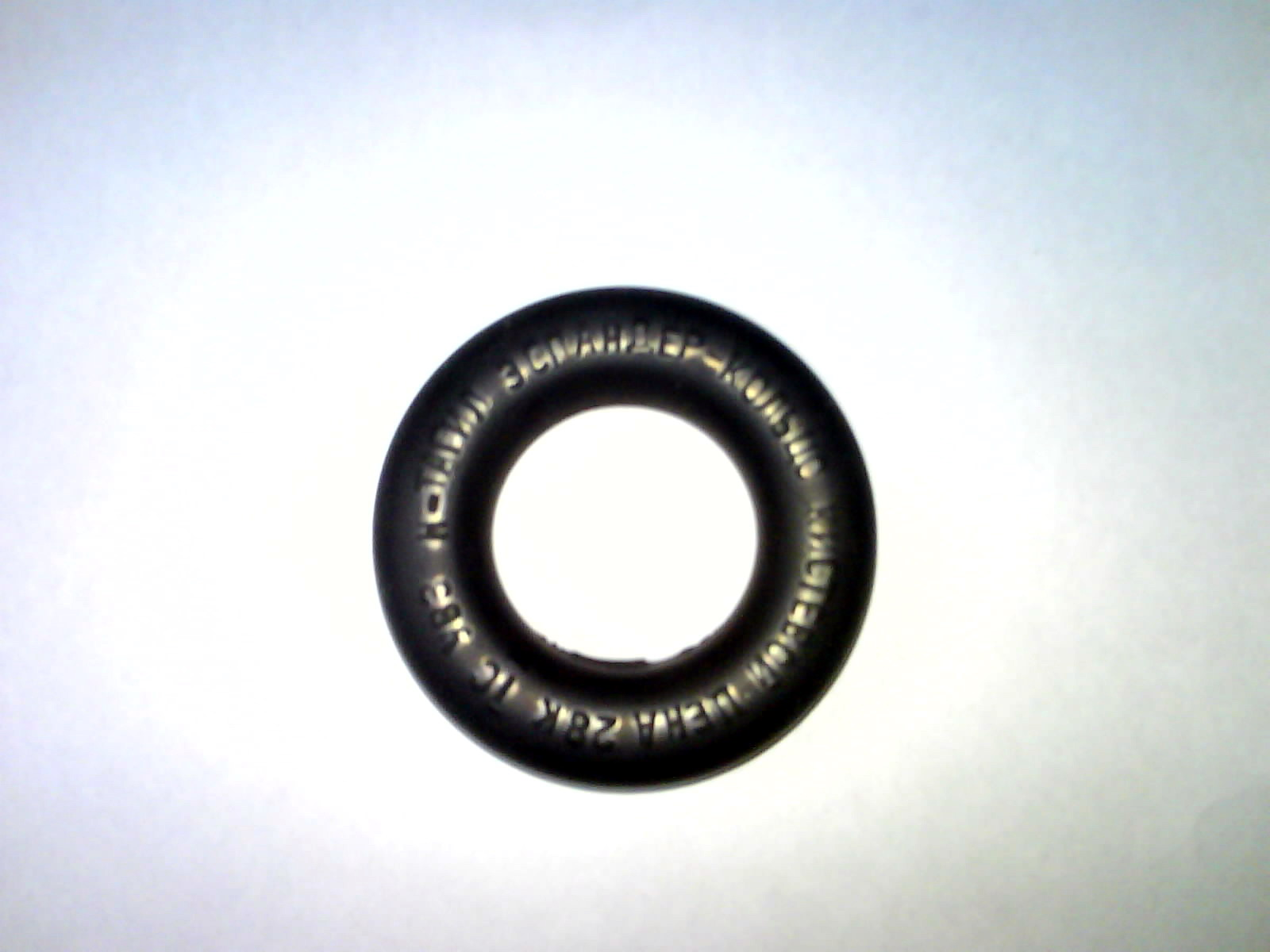
Кистевой эспандер

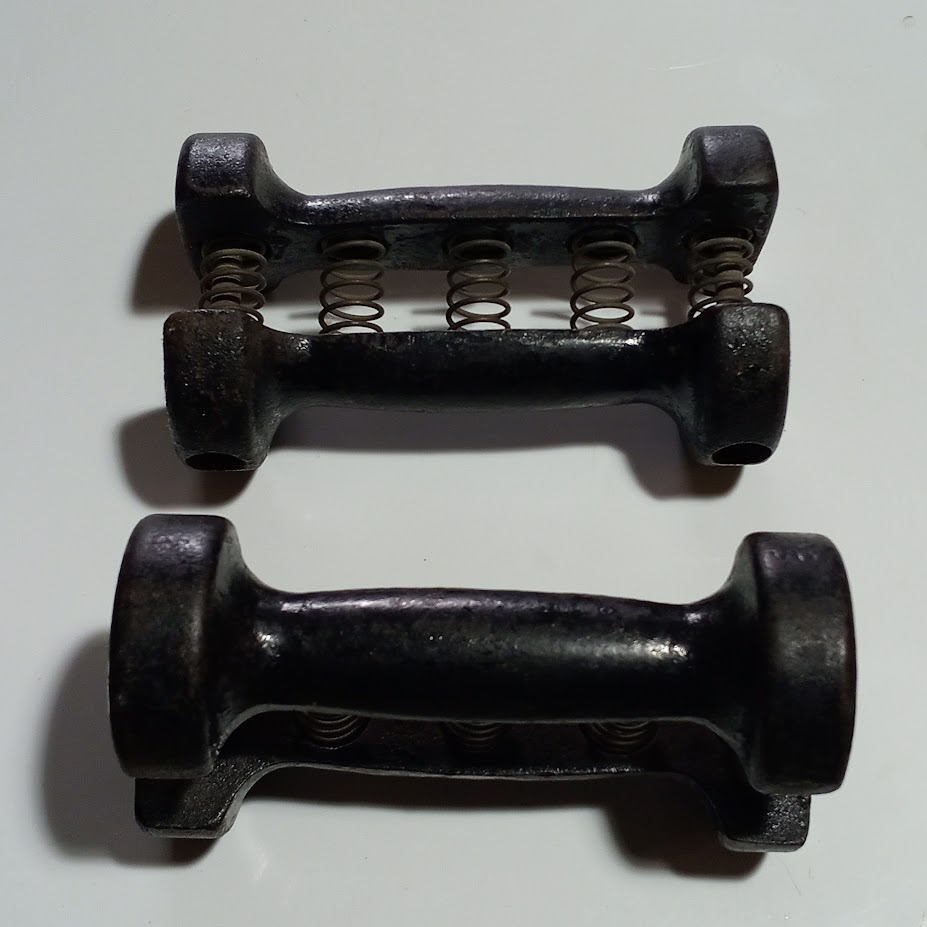
Гантели со встроенными кистевыми эспандерами производства СССР

Эспа́ндер (от лат. expando — распростираю, растягиваю) — группа спортивных тренажёров, упражнения с которыми основаны на использовании упругой деформации. Упругий элемент или их группа, обеспечивающая нагрузку при противодействии движению, могут быть пружинные, резиновые или изготавливаться из других эластичных материалов. 
Тренировки с эспандером, как правило, направлены на небольшие группы мышц, относятся к так называемым изолируемым (изолирующим) упражнениям.

## Классификация
Основные виды эспандеров:
- в виде обычного жгута (в том числе соединённого кольцом);
- кистевой эспандер для развития мышц предплечья:
  - торсионный кистевой эспандер;
  - резиновый круглый эспандер;
  - силиконовый эспандер в форме шара или яйца;
- грудной эспандер — состоит из двух рукояток, соединённых набором пружин или жгутов (изменение количества пружин/жгутов позволяют регулировать нагрузку; есть варианты когда нет выделенных рукояток и они изготовлены из того же эластичного материала);
- эспандер «бабочка» для развития приводящих мышц бедра;
- эспандер лыжника;
- специальные эспандеры: для локтевых суставов/сгибания кисти, для наклонов/скручивания поясницы и т. д.

Отдельно нужно назвать «гироскопические эспандеры», которые эспандерами не являются, но часто называются так в рекламных целях по аналогии с кистевыми эспандерами.